# What Cheer
What Cheer è un comune degli Stati Uniti d'America, situato nello Stato dell'Iowa, nella contea di Keokuk.